# Beverly Hills, 90210
Beverly Hills, 90210 is een Amerikaanse tienersoap die van 1990 tot 2000 door de televisiezender Fox Network werd uitgezonden. De soap speelde rond een groep tieners in de chique wijk Beverly Hills op de West Beverly Hills High School. 90210 verwijst naar de postcode van Beverly Hills.

## Geschiedenis
Hoewel het eerste seizoen geen succes was, besloot Fox toch een tweede seizoen te maken en uit te zenden. Deze werd veel beter bekeken en een nieuw succes was geboren. Met name in de Verenigde Staten was het succes van de serie groot. In Nederland is het aanvankelijk door RTL 4 uitgezonden met af en toe tussendoor op RTL 5, en later werd het nog uitgezonden op Veronica en uiteindelijk via Yorin. In België werd de hele serie uitgezonden door VTM.
Er zijn uiteindelijk 293 afleveringen van het programma uitgezonden, voordat het doek in 2000 definitief viel. In 2008 verscheen een spin-off van de reeks, genaamd 90210. Ook deze serie wordt gemaakt door Rob Thomas, die eerder al verantwoordelijk was voor de successerie Veronica Mars. In 2019 kwam de spin-off BH90210 uit, waarin de acteurs zichzelf spelen.

## Rolverdeling

### Hoofdpersonages
| Acteur/Actrice         | Personage        | Jaartal(len)                | Seizoen(en) als hoofdpersonage | Seizoen(en) als terugkerende personage |
| ---------------------- | ---------------- | --------------------------- | ------------------------------ | -------------------------------------- |
| Jason Priestley        | Brandon Walsh    | 1990-1998, 2000             | 1-9                            | 10                                     |
| Shannen Doherty        | Brenda Walsh     | 1990-1994                   | 1-4                            | —                                      |
| Jennie Garth           | Kelly Taylor     | 1990-2000                   | 1-10                           | —                                      |
| Ian Ziering            | Steve Sanders    | 1990-2000                   | 1-10                           | —                                      |
| Tori Spelling          | Donna Martin     | 1990-2000                   | 1-10                           | —                                      |
| Gabrielle Carteris     | Andrea Zuckerman | 1990-1995, 1996, 1998, 2000 | 1-5                            | 6, 8, 10                               |
| Luke Perry             | Dylan McKay      | 1990-1995, 1998-2000        | 1-6, 9-10                      | —                                      |
| Brian Austin Green     | David Silver     | 1990-2000                   | 1-10                           | —                                      |
| Douglas Emerson        | Scott Scanlon    | 1990-1991                   | 1-2                            | —                                      |
| Carol Potter           | Cindy Walsh      | 1990-1995, 1996, 1998       | 1-5                            | 6, 8                                   |
| James Eckhouse         | Jim Walsh        | 1990-1995, 1996, 1997, 1998 | 1-5                            | 6, 7, 8                                |
| Mark Damon Espinoza    | Jesse Vasquez    | 1993-1995                   | 5                              | 4                                      |
| Tiffani-Amber Thiessen | Valerie Malone   | 1994-1998, 2000             | 5-9                            | 10                                     |
| Joe E. Tata            | Nat Bussichio    | 1990-2000                   | 6-9                            | 1-5, 10                                |
| Jamie Walters          | Ray Pruit        | 1994-1996                   | 6                              | 5                                      |
| Kathleen Robertson     | Clare Arnold     | 1994-1997                   | 6-7                            | 4-5                                    |
| Hilary Swank           | Carly Reynolds   | 1997-1998                   | 8                              | —                                      |
| Vincent Young          | Noah Hunter      | 1997-2000                   | 8-10                           | —                                      |
| Vanessa Marcil         | Gina Kincaid     | 1998-2000                   | 9-10                           | —                                      |
| Lindsay Price          | Janet Sosna      | 1998-2000                   | 9-10                           | 8                                      |
| Daniel Cosgrove        | Matt Durning     | 1998-2000                   | 9-10                           | —                                      |

### Terugkerende personages
De volgende lijst is ingedeeld op chronologische volgorde.
| Acteur/Actrice                                   | Personage       | Jaartal(len)                     | Seizoen(en)      |
| ------------------------------------------------ | --------------- | -------------------------------- | ---------------- |
| Ann Gillespie                                    | Jackie Taylor   | 1990-2000                        | 1-10             |
| Denise Dowse                                     | Yvonne Teasley  | 1990-2000                        | 1-3, 5, 6, 9, 10 |
| Matthew Laurance                                 | Mel Silver      | 1991-2000                        | 2-10             |
| Katherine Cannon                                 | Felice Martin   | 1992, 1993, 1994-1995, 1996-2000 | 2-10             |
| Mark Kiely                                       | Gil Meyers      | 1992-1993, 1995                  | 3-4, 5           |
| Michael Durrell                                  | Dr. John Martin | 1993-2000                        | 3-10             |
| April Peterson Arielle Peterson Mercedes Kastner | Erin Silver     | 1993, 1997-2000                  | 4, 7-10          |
| Jed Allan                                        | Rush Sanders    | 1994-1997, 1999                  | 4-8, 10          |
| Nicholas Pryor                                   | Milton Arnold   | 1994-1997                        | 4-7              |
| Caroline McWilliams                              | LuAnn Pruit     | 1994-1995                        | 5-6              |
| Jason Wiles                                      | Colin Robbins   | 1995-1996                        | 6                |
| Emma Caulfield                                   | Susan Keats     | 1995-1996                        | 6                |
| Cameron Bancroft                                 | Joe Bradley     | 1995-1996                        | 6                |
| Jill Novick                                      | Tracy Gaylian   | 1996-1997                        | 7-8              |

### Personages met een kleine rol
De volgende lijst is ingedeeld op chronologische volgorde.
| Acteur/Actrice          | Personage           | Jaartal(len)                | Seizoen(en)  |
| ----------------------- | ------------------- | --------------------------- | ------------ |
| James Pickens jr.       | Henry Thomas        | 1991-1992                   | 2-3          |
| Christine Elise         | Emily Valentine     | 1991, 1993-1994             | 2, 4-5       |
| Christine Belford       | Samantha Sanders    | 1991, 1992, 1996-1997, 1998 | 2, 3, 6-7, 9 |
| Josh Taylor             | Jack McKay          | 1991-1993, 1994, 2000       | 2-3, 5, 10   |
| Stephanie Beacham       | Iris McKay          | 1991, 1993, 1994            | 2, 3, 5      |
| Michael Cudlitz         | Tony Miller         | 1992-1993                   | 2, 3-4       |
| Wesley Allen Gullick    | Willie (de kok)     | 1992-1997                   | 2, 4-7       |
| Grant Show              | Jake Hanson         | 1992                        | 2            |
| Peter Krause            | Jay Thurman         | 1992                        | 3            |
| Dana Barron             | Nikki Witt          | 1992                        | 3            |
| Nicholle Tom            | Sue Scanlon         | 1992                        | 3            |
| Michael Anthony Rawlins | Jordan Bonner       | 1992-1993                   | 3            |
| Jennifer Grant          | Celeste Lundy       | 1993-1994                   | 3-4          |
| Matthew Porretta        | Dan Rubin           | 1993                        | 4            |
| Paul Johansson          | John Sears          | 1993-1994                   | 4            |
| Brooke Theiss           | Leslie Sumner       | 1993, 1995                  | 4, 6         |
| David Gail              | Stuart Carson       | 1993-1994                   | 4            |
| Cress Williams          | D'Shawn Hardell     | 1993-1994                   | 4-5          |
| Scott Paulin            | Prof. Corey Randall | 1993-1994, 1996             | 4, 7         |
| Dina Meyer              | Lucinda Nicholson   | 1993-1994                   | 4            |
| Tracy Middendorf        | Laura Kingman       | 1993-1994                   | 4            |
| Noley Thornton          | Erica McKay         | 1993-1995                   | 4-5          |
| Kerrie Keane            | Suzanne Steele      | 1993-1995                   | 4-5          |
| David Hayward           | Kevin Weaver        | 1993-1995                   | 4-5          |
| Ryan Thomas Brown       | Morton Muntz        | 1993-2000                   | 4-10         |
| F.J. Rio                | Alex Diaz           | 1994-1995                   | 5            |
| James C. Victor         | Peter Tucker        | 1994                        | 5            |
| Gregg Daniel            | Dean Whitmore       | 1994-1996                   | 5-7          |
| Jeffrey King            | Charley Rawlins     | 1994-1995                   | 5            |
| Casper Van Dien         | Griffin Stone       | 1994                        | 5            |
| Wings Hauser            | J. Jay Jones        | 1994-1996                   | 5-6          |
| Alan Toy                | Patrick Finley      | 1994-1995                   | 5            |
| Caroline Lagerfelt      | Sheila Silver       | 1995-1996                   | 5-6          |
| Stanley Kamel           | Tony Marchette      | 1995                        | 6            |
| Elisa Donovan           | Ginger LaMonica     | 1995-1996                   | 6            |
| Rebecca Gayheart        | Toni Marchette      | 1995                        | 6            |
| John Reilly             | Bill Taylor         | 1996, 1997-1998             | 6, 7-8       |
| Julie Parrish           | Joan Diamond        | 1996, 1998                  | 6-7, 8       |
| Paige Moss              | Tara Marks          | 1996                        | 6            |
| Joey Gian               | Kenny Bannerman     | 1996                        | 7            |
| Dalton James            | Mark Reese          | 1996-1997                   | 7            |
| Dan Gauthier            | Dick Harrison       | 1996-1997                   | 7            |
| Greg Vaughan            | Cliff Yeager        | 1996-1997                   | 7            |
| Kane Picoy              | Tom Miller          | 1997                        | 7            |
| Michelle Phillips       | Abbie Malone        | 1997-1998                   | 7-9          |
| June Lockhart           | Celia Martin        | 1997-1998                   | 7-8          |
| Jason Lewis             | Rob Andrews         | 1997                        | 7            |
| Myles Jeffrey           | Zach Reynolds       | 1997-1998                   | 8            |
| Angel Boris             | Emma Bennet         | 1997-1998                   | 8            |
| Paul Popowich           | Jasper McQuade      | 8                           |              |
| Laura Leighton          | Sophie Burns        | 1998                        | 9            |
| Leigh Taylor-Young      | Blythe Hunter       | 1998                        | 9            |
| Cari Shayne             | Lauren Durning      | 1999                        | 9            |
| Sydney Penny            | Josie Oliver        | 2000                        | 10           |
| Josie Davis             | Camille Desmonds    | 2000                        | 10           |

## Dvd's
| Seizoen | Release (VS)      | Release (NL)     | Speelduur                      | Extra's (NL) |
| ------- | ----------------- | ---------------- | ------------------------------ | --- |
| 1       | 7 november 2006   | 22 november 2006 | 1026 minuten (22 afleveringen) | n.v.t. |
| 2       | 1 mei 2007        | 9 mei 2007       | 1253 minuten (28 afleveringen) | - Kennismaking met de familie Walsh - Onze favoriete Valentijn - Alles wat je moet weten over het tweede seizoen van Beverly Hills, 90210                                                                                      |
| 3       | 11 december 2007  | 22 november 2007 | 1314 minuten (30 afleveringen) | - 7 minuten in hemelse sferen - De wereld volgens Nat - Alles wat je moet weten over het derde seizoen van Beverly Hills, 90210                                                                                                |
| 4       | 29 april 2008     | 5 juni 2008      | 1384 minuten (31 afleveringen) | - Een terugblik met Charles Rosin - De liefdes van seizoen 4 - De moeders van Beverly Hills - Alles wat je moet weten over het vierde seizoen van Beverly Hills 90210 - 7 minuten in hemelse sferen - 90210: genreoverstijgend |
| 5       | 29 juli 2008      | 9 oktober 2008   | 1340 minuten (31 afleveringen) | n.v.t. |
| 6       | 25 november 2008  | 21 mei 2009      | 1368 minuten (32 afleveringen) | n.v.t. |
| 7       | 7 april 2009      | 22 oktober 2009  | 1413 minuten (32 afleveringen) | n.v.t. |
| 8       | 24 november 2009] | 21 januari 2010  | 1358 minuten (32 afleveringen) | n.v.t. |
| 9       | 2 februari 2010   | 15 april 2010    | 1100 minuten (26 afleveringen) | n.v.t. |
| 10      | 2 november 2010   | 19 augustus 2010 | 1121 minuten (27 afleveringen) | - the final episode |

## Trivia
- Door de grote populariteit van de show buiten de Verenigde Staten is de postcode 90210 de bekendste postcode van de Verenigde Staten. Google constateerde dit feit nadat zij onderzoek deed naar het aantal opvragingen van de zogenaamde 'zip-code'.
- In Zweden zijn de namen Dylan en Brandon tussen 1992 en 1994 explosief in populariteit toegenomen. Beide namen waren voor de start van de show onbekend in het land.
- De Beverly Hills High School draagt niet de oorspronkelijke in de show toegewezen postcode 90210, maar de postcode 90212.
- Melrose Place is gestart als spin-off van Beverly Hills 90210. Acteur Grant Show speelde zijn Melrose Place-rol als Jake in een aflevering van 90210. Jennie Garth, Tori Spelling, Brian Austin Green en Ian Ziering speelden ook eventjes hun 90210-rol in Melrose Place.
- In dit postcodegebied wonen in het echt bekende sterren zoals Ozzy Osbourne. Pat Boone heeft er ook gewoond.